# Сайх-Ніхайда – Дукм
Сайх-Ніхайда – Дукм — оманський газопровід, споруджений з метою постачання ресурсу до нової індустріальної зони.
У середині 2010-х в Омані на додачу до потужних індустріальних зон на півночі (Сухар, Маскат) та півдні (Салала) країни вирішили створити ще одну на східному узбережжі в районі Дукм. Постачання сюди природного газу забезпечив трубопровід, що починається у Сайд-Ніхайда. Можливо відзначити, що тут працює газопереробний завод Сайд-Ніхайда та проходить потужний газопровід Сайх-Равл – Сайх-Ніхайда – Калхат, втім, вони створювались передусім з огляду на забезпечення ресурсом заводу зі зрідження газу Оман ЗПГ. Водночас, у другій половині 2010-х саме до Сайд-Ніхайда вивели пермичку від потужної установки підготовки Хаззан.
Довжина траси Сайх-Ніхайда – Дукм 221 км, діаметр труб 900 мм. Планована потужність газопроводу на першому етапі має становити 5,5 млрд м3 на рік, з подальшим збільшенням до 9 млрд м3.
Введення газопроводу в експлуатацію припало на 2021 рік. Першим великим споживачем доправленого по ньому ресурсу має стати нафтопереробний завод Дукм.